# UTC−9:30
UTC-9:30 — обозначение для отличных от UTC временных зон на −9 часов 30 минут. Иногда также используется понятие «часовой пояс UTC-9:30». Такое время используется во Французской Полинезии на Маркизских островах. В прошлом оно использовалось как летнее время в штате Гавайи (США) и на Островах Кука.

## Использование

### Постоянно в течение года
- Франция — часть:
  -  Французская Полинезия — часть:
    - Маркизские острова

## История использования
Время UTC-9:30 использовалось:

### Как стандартное время
Нигде не использовалось.

### Как летнее время
- США — часть:
  - Гавайи (1933, 1942/1945)
- Новая Зеландия — часть:
  -  Острова Кука (1978/1979 — 1990/1991)